# Видраста цибетка
Видраста цибетка (Cynogale bennettii) је врста сисара из реда звери (Carnivora) и породице цибетки (Viverridae).

## Распрострањење
Ареал врсте покрива средњи број држава. Врста има станиште у Тајланду, Малезији, Индонезији, и Брунеју. Присуство је непотврђено у Кини, Сингапуру и Вијетнаму.

## Станиште
Станишта врсте су шуме, бамбусове шуме, мочварна подручја, речни екосистеми и слатководна подручја. Врста је присутна на подручју острва Суматра и Борнео у Индонезији.

## Начин живота
Исхрана врсте Cynogale bennettii укључује рибу.

## Угроженост
Ова врста се сматра угроженом.